# Église Saint-Sulpice de Saint-Vigor-le-Grand
L'église Saint-Sulpice de Saint-Vigor-le-Grand également dénommée Saint-Supli est une église catholique située à Saint-Vigor-le-Grand, en France.

## Localisation
L'église est située dans le département français du Calvados, sur la commune actuelle de Saint-Vigor-le-Grand.

## Historique
Arcisse de Caumont appréciait beaucoup cet édifice simple.
L'église est construite à partir du dernier quart du XIe.
La paroisse est rattachée à Saint-Vigor en 1803, et le culte s'y perpétue une fois l'an. La commune est rattachée définitivement le 10 juillet 1856 par un décret de Napoléon III,.
L'édifice était entouré de trois ifs dont deux sont vendus afin de procurer quelques subsides à la commune selon Arcisse de Caumont. Le même auteur recommande la préservation de ces arbres situés « à droite de la porte occidentale et quelque distance au sud ».
L'église est inscrite au titre des monuments historiques le 9 juin 2005.
L'eau d'une fontaine située à proximité agissait contre les maux de dents et la fièvre et était l'objet d'un pèlerinage
L'édifice est peu connu malgré son état de conservation satisfaisant.

## Description
L'édifice bâti en pierre calcaire a un plan typique des églises rurales du Bessin.
La nef datée du XIe est romane possède un appareillage en opus spicatum. Les fenêtres de la face nord de la nef sont étroites et en forme de meurtrières.
Le chœur du XIIIe, à deux travées, est gothique et est plus haut que la nef. Les ouvertures sont en forme d'ogives.
Le chevet est plat. Le clocher peigne, situé sur la façade ouest de la nef est du XVIe.
L'édifice possède un beau mobilier : un beau retable du XVIIe comportant une toile figurant l'Adoration des bergers et deux sculptures de saint Vigor et saint Sulpice de la première moitié du XVIIe. Certaines œuvres sont classées à titre d'objets (statues, tableaux, retable…).

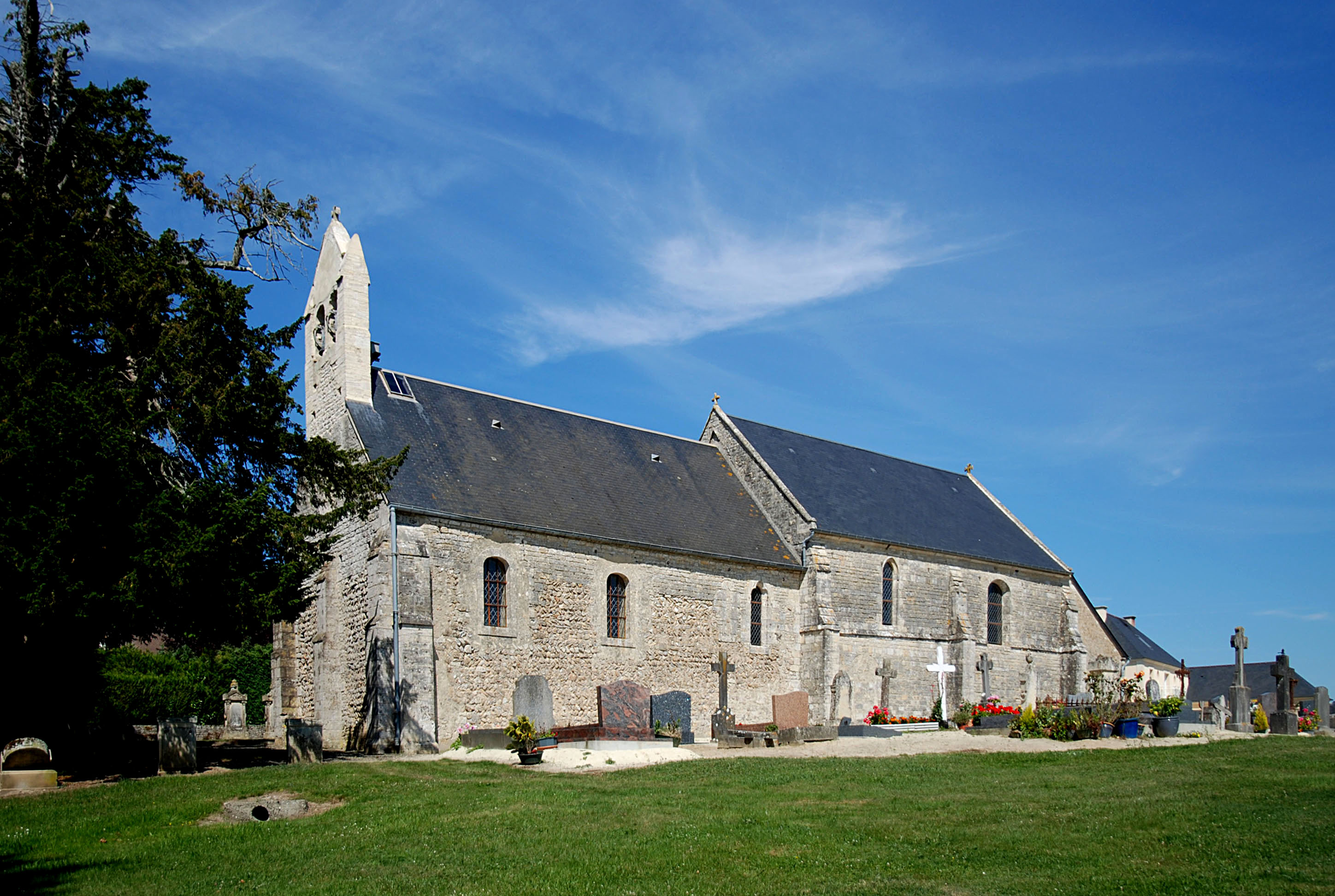
L’église Saint-Sulpice. Vue sud-ouest.
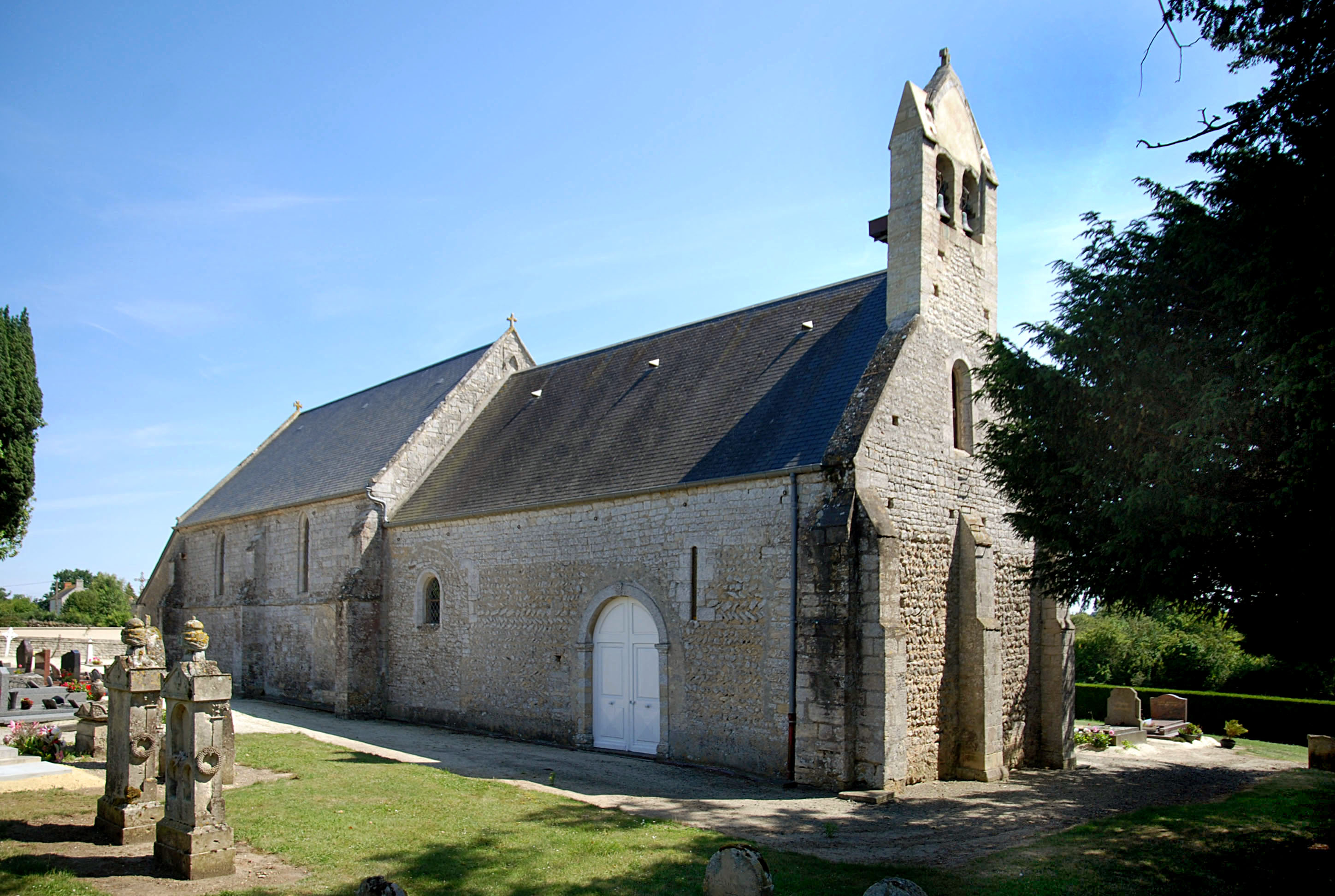
L’église Saint-Sulpice. Vue nord-ouest.
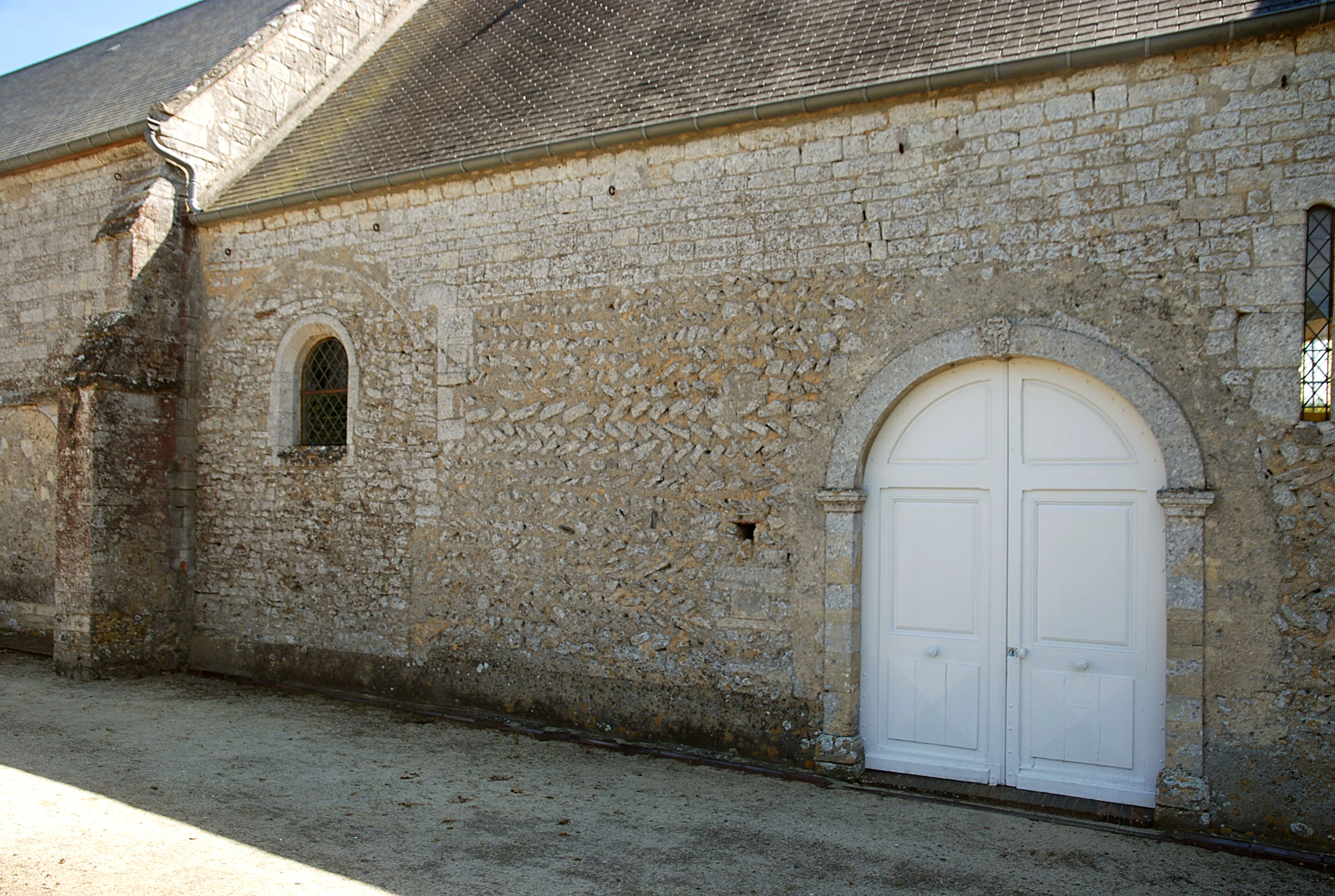
L’église Saint-Sulpice. Détail du mur nord.
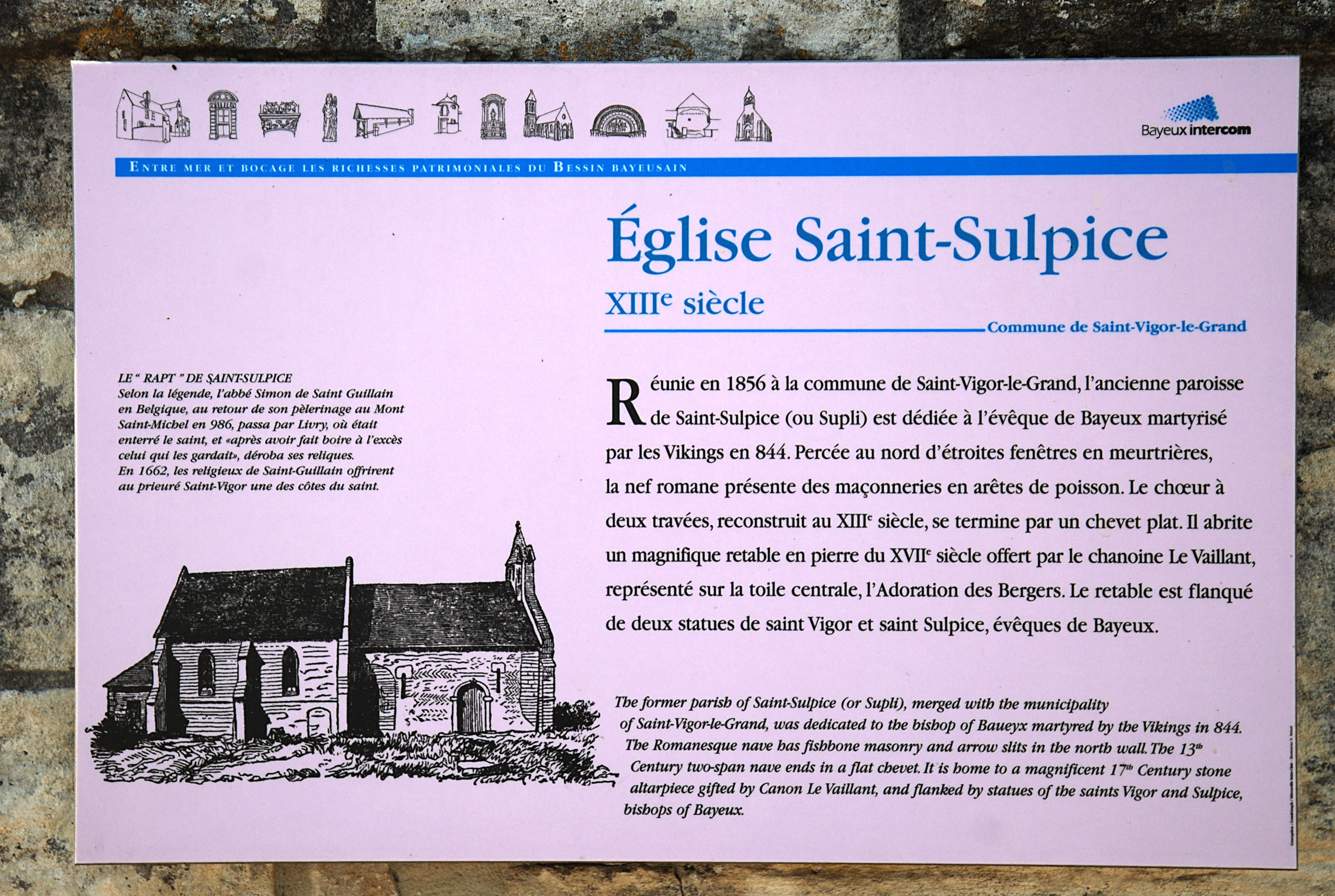
Panneau d’information de l’église Saint-Sulpice.